# Javier Heraud

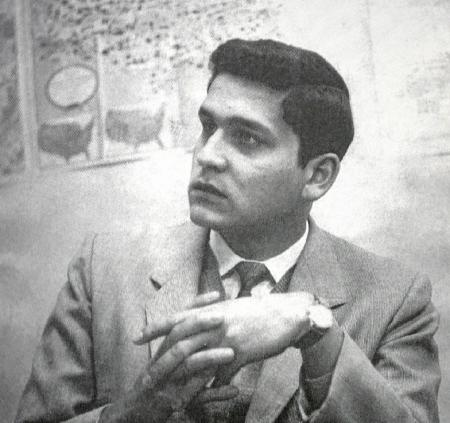
Javier Heraud

Javier Heraud Pérez (* 19. Januar 1942 in Miraflores (Lima), Peru; † 15. Mai 1963 in Madre de Dios, Peru) war ein peruanischer Dichter und Schriftsteller.

## Leben
Javier Heraud war der Sohn des Jorge Heraud Cricet und der Victoria Pérez Tellería. 1958 begann er ein Studium an der Päpstlichen Katholischen Universität von Peru. Seit 1960 arbeitete er als Englischlehrer. 1960 begann er ein Studium an der Universidad Nacional Mayor de San Marcos. Im gleichen Jahr veröffentlichte er seine ersten Gedichte. Für El Viaje wurde er bei einem Wettbewerb junger Autoren ausgezeichnet. 1962 trat er dem sozialdemokratisch orientierten Movimiento Social Progresista (MSP) bei, aus dem er bald wieder austrat.
Nachdem sein Vater ihn gezwungen hatte, die Universität und das Studienfach zu wechseln, ging er auf Auslandsreisen und erhielt ein Stipendium aus Kuba, wo er Fidel Castro kennenlernte. 1963 kehrte er nach Peru zurück, um als Guerillakämpfer in den Reihen des von Bolivien aus operierenden Ejército de Liberación Nacional (ELN) gegen die reformistische Militärdiktatur unter General Godoy zu kämpfen. Er wurde festgenommen und mit drei Gefährten auf der Flucht in einem Kanu erschossen.
Sein Werk kann als typisch für die generación del 60 gelten, die durch reformerische und revolutionäre Ideen stark politisiert war und vor allem in der kubanischen Revolution ein Vorbild sahen.

## Nachleben
Javier Herauds Tod bewegte viele peruanische Intellektuelle der generación del 60. Mario Vargas Llosa kommt in seinem Roman Der Geschichtenerzähler darauf zu sprechen.

## Werke
Lyrik
- El río (1960)
- El viaje (1961)
- Estacion Reunida (1961)
- Poema a dos voces (1967) (mit César Calvo)

Werkausgaben
- Poesías completas y homenaje. Herausgegeben von Washington Delgano. Ediciones de La Rama Florida, Lima 1964.
- Poesías completas. Herausgegeben von Hildebrando Pérez. Campodónico ediciones, Lima, 2., überarbeitete und erweiterte Aufl. 1973.
- Poesías completas y cartas. Herausgegeben von Estuardo Núñez und anderen, Vorwort von Sebastián Salazar Bondy. Promoción Editorial Inca, Lima 1976.